# Nacho Biota
José Ignacio Biota Pérez, més conegut com a Nacho Biota (Navasa, Jaca, 19 de desembre de 1975), és un exjugador de bàsquet espanyol. Amb 2.02 d'alçada, el seu lloc natural a la pista era el d'escorta.

## Carrera esportiva
Biota va començar a jugar al Magia Huesca Junior l'any 1991, per passar a formar part del Viñas del Vero Barbastro de Segona divisió la següent temporada. La temporada 1992-93 va debutar a l'ACB de la mà de l'Argal Huesca, on va jugar dues temporades. El 1994 va jugar al Señorío de Zuasti Alsasua, de la lliga LEB, per retornar a l'ACB una temporada després, fitxat pel Grupo AGB Huesca. El 1996 fitxà per l'Unicaja, i la temporada 1997-98 passà a formar part del Joventut de Badalona, equip en el que va jugar tres anys i va ser subcampió de Copa. Del 2000 al 2004 jugaria al Breogán Lugo, la temporada 2004-05 ho faria al CB Girona i la 2006-07 al Club Baloncesto Peñas Huesca, de LEB 2, abandonant l'equip ja amb 30 anys i amb la competició ja iniciada, retirant-se com a jugador en actiu.